# Can I Play with Madness
Can I Play with Madness (ang. czy mogę igrać z obłędem) – szesnasty singel brytyjskiej heavymetalowej grupy Iron Maiden. Osiągnął dość duży sukces komercyjny – 3. miejsce na UK Singles Chart.
Tytułowy utwór opowiada historię młodego mężczyzny dręczonego wizjami i koszmarami. Prawdopodobnie dla Siódmego Syna Siódmego Syna (jego losy były głównym motywem concept albumu Seventh Son of a Seventh Son) jest to ojciec. Ów mężczyzna pragnie poznać przyszłość – szuka więc pomocy u starego proroka. Chce także z jego pomocą pogodzić się ze swoimi widzeniami – sądzi bowiem, że staje się szalony. Ostatecznie jednak nie wierzy w przepowiednie starca.
W teledysku do tego utworu wystąpił członek Monty Pythona Graham Chapman i był to, jak się okazało, jego ostatni występ przed śmiercią.
„Can I Play with Madness” znalazł się na albumach koncertowych A Real Live One, Live at Donington, Death on the Road i Flight 666 oraz kompilacjach Best of the Beast, Edward the Great i Somewhere Back in Time.
Utwór „Black Bart Blues” (ang. blues o Black Barcie) jest utrzymany w dość luźnym stylu. Główny wątek stanowi spotkanie Iron Maiden z dość natarczywym fanem oraz zapoznanie rzeczonego wielbiciela z Black Bartem. Chociaż piosenka nie wyjaśnia kim jest Black Bart, nie jest tajemnicą, iż została tak nazwana zbroja, którą grupa woziła na tyle swojego autobusu. Jak wspomina Bruce Dickinson, Black Barta zespół zakupił w 1983 na stacji benzynowej na Florydzie.
„Massacre” (ang. masakra) to cover piosenki zespołu Thin Lizzy z ich albumu Johnny the Fox wydanego w 1976. Opowiada o słynnej szarży brytyjskiej lekkiej kawalerii w bitwie pod Bałakławą podczas wojny krymskiej.

## Lista utworów
1. „Can I Play with Madness” (Adrian Smith, Bruce Dickinson, Steve Harris) – 3:30
2. „Black Bart Blues” (Steve Harris, Bruce Dickinson) – 6:14
3. „Massacre” (Phil Lynott, Scott Gorham, Brian Downey) – 2:54

## Twórcy
- Bruce Dickinson – śpiew
- Dave Murray – gitara
- Adrian Smith – gitara, podkład wokalny
- Steve Harris – gitara basowa, podkład wokalny
- Nicko McBrain – perkusja